# Грин, Нэнси
Нэнси Грин (англ. Nancy Greene; 11 мая 1943, Оттава) — канадская горнолыжница, выступавшая в 1960-х годах. Олимпийская чемпионка, чемпионка мира, первая в истории обладательница Кубка мира. Член канадского Сената.

## Карьера
Нэнси Грин родилась в 1943 году в штате Онтарио, но в трёхлетнем возрасте её родители переехали в гористую Британскую Колумбию, где Нэнси и стала заниматься горными лыжами.
В 1960 году в американском Скво-Вэлли дебютировала на Олимпийских играх, где выступила во всех трёх видах программы, но высоких результатов не показала (лучший результат — 22-е место в скоростном спуске). На чемпионате мира 1962 года в Шамони показала пятый результат в скоростном спуске.
На Олимпийских играх в Инсбруке канадская спортсменка также выступала во всех видах программы и вновь показала лучший результат в скоростном спуске, финишировав седьмой.
В 1967 году был учреждён горнолыжный Кубок мира. В первом сезоне, состоявшем из шестнадцати стартов, Грин выиграла семь этапов и стала первой в истории обладательницей Кубка мира. Через год, в сезоне 1968 года, канадка вновь одержала семь побед и защитила звание победительницы общего зачёта.
В том же году на Олимпиаде в Гренобле Нэнси Грин выиграла золотую медаль в гигантском слаломе, стала второй в слаломе, а в скоростном спуске замкнула десятку сильнейших. Также по итогам Игр канадская спортсменка получила звание чемпионки мира в комбинации, которая не входила в олимпийскую программу и не проводилась в качестве отдельной гонки (учитывались результаты, показанные спортсменами в слаломе и скоростном спуске).
После олимпийского триумфа Нэнси Грин приняла решение завершить спортивную карьеру. С 1968 по 1973 года была тренером горнолыжной сборной Канады. После ухода с этого поста занималась популяризацией спорта, сотрудничала с различными спортивными компаниями.
В 1994 году возглавила горнолыжный курорт Сан Пикс в Британской Колумбии.
В 2009 году премьер-министром Канады Харпером была назначена сенатором от Консервативной партии.
12 февраля 2010 года во время открытия Игр в Ванкувере Нэнси Грин вместе с хоккеистом Уэйном Гретцки, конькобежкой Катрионой Лемэй-Доан и баскетболистом Стивом Нэшем участвовала в церемонии зажжения Олимпийского огня.